# Troïka (politique)
Pour les articles homonymes, voir Troïka.
Une troïka désigne l'alliance de trois personnes ou personnalités d'importance égale qui s'unissent pour diriger. Ce terme est utilisé pour décrire l'association de trois personnalités investies d'une mission particulière.

## Politique russe
C'est l'équivalent russe du triumvirat romain.
Le terme fait référence dans l'histoire russe à différentes alliances survenues en Union soviétique :
- en 1923, Léon Trotsky entre en conflit avec la troïka Zinoviev-Kamenev-Staline.
- La troïka du NKVD, commission extra-judiciaire mise en place pendant les Grandes Purges en URSS ;
- après la chute de Khrouchtchev, trois personnalités se répartissent les postes de premier secrétaire du Parti, de Premier ministre et de chef de l'État :
  - Léonid Brejnev, Alexis Kossyguine et Anastase Mikoyan ;
  - Léonid Brejnev, Alexis Kossyguine et Nikolaï Podgorny.

## En Europe
- La troïka représentait, avant l'entrée en vigueur du traité de Lisbonne, l'Union européenne dans les relations extérieures relevant de la politique étrangère et de sécurité commune ;
- le FMI, la Commission européenne et la Banque centrale européenne forment la troïka, financière et économique, chargée d'apporter une solution aux résorptions des dettes souveraines en Europe notamment en Grèce avec pour le FMI Poul Mathias Thomsen ;
- La troïka désigne les experts représentant la Commission européenne, la Banque centrale européenne et le Fonds monétaire international[1], chargés d'auditer la situation économique grecque et notamment l'état de ses finances publiques[2] dans le cadre de l'accord de refinancement négocié en mai 2010 et pendant toute la durée de validité de celui-ci.

### En France
- Au Conseil d'État, la troïka désigne l'ensemble formé du président et des trois présidents adjoints de la section du contentieux ;
- Martine Aubry, Jack Lang et Dominique Strauss-Kahn étaient la troïka socialiste chargée d'apporter une base au projet 2007 ;
- En 2014, Alain Juppé, Jean-Pierre Raffarin et François Fillon constituent la troïka à la tête de l'UMP après la démission de Jean-François Copé.

## En Afrique
- Ennahdha, le Congrès pour la République et Ettakatol forment la troïka au pouvoir en Tunisie après les élections post-révolution de 2011 ;